# Caltoris
Caltoris es un género de mariposas de la familia Hesperiidae.

## Descripción
La especie tipo es Hesperia kumara Moore, F, 1878, según designación posterior realizada por Swinhoe en 1913.

## Diversidad
Existen 19 especies reconocidas en el género

## Plantas hospederas
Las especies del género Caltoris se alimentan de plantas de las familias Poaceae, Arecaceae. Las plantas hospederas reportadas incluyen los géneros Bambusa, Imperata, Dendrocalamus, Sinarundinaria, Oryza, Saccharum.